# Vincenzo Appiani
Vincenzo Appiani (* 18. August 1850 in Monza; † 26. November 1932 in Mailand) war ein italienischer Pianist, Musikpädagoge und Komponist.
Appiani studierte am Konservatorium von Mailand bei Antonio Angelèri und Alberto Mazzucato. Er war 24 Jahre Professor für Klavier am Real Collegio delle Fanciulle in Mailand, bevor er 1894 einen Lehrstuhl am Mailänder Konservatorium erhielt.
1932 gründeten der Pianist Angelo Berti und der Cellist Riccardo Malipiero in Appianis Geburtsstadt das Liceo Musicale di Monza, das 1933 den Namen Liceo Musicale "Vincenzo Appiani" erhielt.